# تاپسفیلد (ماساچوست)
تاپسفیلد(به انگلیسی: Topsfield) شهرکی در شهرستان اسکس ایالت ماساچوست می‌باشد که در سال ۱۶۵۰ بنیان‌گذاری شده‌است. این شهرک در سرشماری سال ۲۰۱۰ میلادی، ۶٬۰۸۵ نفر جمعیت داشته‌است.